# Limonia dilutissima
Limonia dilutissima là một loài ruồi trong họ Limoniidae. Chúng phân bố ở miền Cổ bắc.